# اختبار إجهاد انقباضات الرحم
اختبار إجهاد انقباضات الرحم (بالإنجليزية: Contraction stress test)‏ هو اختبار يتم إجراؤه بالقرب من نهاية الحمل لتحديد مدى قابلية نجاح الجنين في التعامل مع انقباضات الرحم أثناء الولادة. والهدف من ذلك هو إمكانية حث الانقباضات ومراقبة الجنين باستخدام جهاز مراقبة قلب الجنين للتحقق من وجود خلل في معدل ضربات القلب. ويُمثل هذا الاختبار أحد تقنيات مراقبة الجنين قبل الولادة.

## المبدأ
يقل امداد الجنين بالأوكسجين خلال انقباضات الرحم، وترتبط التباطؤات في معدل ضربات قلب الجنين أثناء انقباضات الرحم بزيادة معدل موت الجنين وتأخر النمو والاكتئاب الوليدي. هذا الاختبار يقيم معدل ضربات قلب الجنين كاستجابة لانقباضات الرحم عبر مراقبة قلب الجنين.

## الإجراءات
يتم إجراء اختبار إجهاد انقباضات الرحم أسبوعياً، حيث يُفترض أن الجنين يتمتع بصحة جيدة بعد الاختبار السلبي ويجب أن يبقى كذلك لمدة أسبوع آخر. ويتم إجراء هذا الاختبار في المستشفى أو العيادة. ويتم وضع أجهزة مراقبة الجنين الخارجية ومن ثم يتم استخدام تحفيز الحلمة أو الأوكسيتوسين لتحفيز انقباضات الرحم.

### تحفيز الحلمة
يعتمد إجراء تحفيز الحلمة على إطلاق داخلي للأوكسيتوسين كنتيجة لهذا التحفيز، ويجرى هذا التحفيز من قبل المرأة الحامل، وترشدها الممرضة على كيفية القيام بهذا الإجراء على النحو التالي: يتم تدليك الحلمة من خلال الملابس بلطف حتى يبدأ الرحم في الانقباض، أو لمدة أقصاها دقيقتين. وإذا لم يتم تحقيق 3 انقباضات على الأقل في 10 دقائق فإن المريضة تستريح لمدة 5 دقائق ثم يتم تحفيز الحلمة الأخرى.

### اختبار تحدي الأوكسيتوسين
إذا لم تحدث انقباضات كافية (على الأقل 3 انقباضات في 10 دقائق) من خلال مع تحفيز الحلمة فيمكن إجراء اختبار تحدي الأوكسيتوسين. والذي يتضمن حقن الأوكسيتوسين وريديا في المرأة الحامل، بهدف تحقيق حوالي ثلاثة تقلصات كل عشر دقائق.

## النتائج و الفعالية
يَستخدم اختبار إجهاد انقباضات الرحم بسبب قيمته التنبؤية السلبية العالية. فنتيجة الاختبار السلبية تنبأ بدرجة عالية بمدى رفاهية الجنين وتحمل المخاض. يمتلك الاختبار قيمة تنبؤية إيجابية ضعيفة مع نتائج إيجابية خاطئة في 30٪ من الحالات. وتشير النتيجة الإيجابية إلى ارتفاع مخاطر وفاة الجنين بسبب نقص الأكسجين وهذا يُمثل مانع للولادة. عادة ما يقوم أطباء التوليد في مثل هذ الحالات بولادة جراحية.

## موانع الاستعمال
لا يتم إجراء اختبار إجهاد انقباضات الرحم عادةً إذا كانت هناك أية علامات على الولادة المبكرة، المشيمة المنزاحة، أوعية متقدمة، ضعف عنق الرحم، الولادات المتعددة، والولادة القيصرية الكلاسيكية سابقا. تشمل موانع الاستعمال الأخرى على سبيل المثال لا الحصر شق الرحم جراحيا مع وجود ندبات، استئصال سابق لورم العضلي داخل في تجويف الرحم، وتمزق الأغشية الباكر. كما أن أي مانع للولادة هو مانع لاختبار إجهاد انقباضات الرحم.

## التاريخ
يُعد اختبار إجهاد انقباضات الرحم أول اختبار مراقبة قبل الولادة والذي تم تطويره بعد تطوير جهاز مراقبة قلب الجنين. وتم وصف اختبار تحدي الأوكسيتوسين لأول مرة في عام 1972 وأصبح قياسيا عام 1975 عندما حُدد عدد التقلصات وترددها.
تاريخيا تم إجراء اختبار إجهاد انقباضات الرحم بعد اختبار عدم الإجهاد الغير تفاعلي. أما اليوم فعادة ما يتم تنفيذ اختبار الحالة البيوفيزيائية.